# Erechthias disjuncta
Erechthias disjuncta är en fjärilsart som beskrevs av Edward Meyrick 1922. Erechthias disjuncta ingår i släktet Erechthias och familjen äkta malar. Inga underarter finns listade i Catalogue of Life.